# Claus Gnutzmann
Claus Christian Hermann Giselher Gnutzmann (* 26. November 1946 in Böhnhusen) ist Anglist und Didaktiker. Er war Professor für englische Sprache und ihre Didaktik an der TU Braunschweig.
Nach seinem Studium an den Universitäten von Kiel, Stuttgart, London und New York wurde Gnutzmann 1975 in Kiel zum Dr. phil. promoviert und habilitierte sich 1979 an der Universität Hannover. Seit 1981 ist er Professor. Er war von 1991 bis 1996 an der Universität Paderborn und seit 1996 in Braunschweig tätig.
Seine Forschungsschwerpunkte liegen im Bereich der Fremdsprachenvermittlung in der Schule sowie der Bedeutung der englischen Sprache in der heutigen, globalisierten Welt. Inzwischen ist er im Ruhestand.

## Werke

### Monographien
- Auditiv-deskriptive Untersuchungen zu satzphonetischen Erscheinungen im Deutschen. Diss. Kiel 1975

### Herausgeberschaft
- zus. m. John Turner: Fachsprachen und ihre Anwendung. Tübingen: Narr 1980 ISBN 3-87808-144-8
- zus. m. Detlef Stark: Grammatikunterricht: Beiträge zur Linguistik und Didaktik des Fremdsprachenunterrichts. Tübingen: Narr 1982 ISBN 3-87808-935-X
- Fachbezogener Fremdsprachenunterricht. Tübingen: Narr 1988 ISBN 3-87808-777-2
- Kontrastive Linguistik. Frankfurt am Main u. a.: Lang 1990 ISBN 3-631-42862-6
- Fremdsprachenunterricht im internationalen Vergleich: Perspektive 2000. Frankfurt am Main: Diesterweg 1992 ISBN 3-425-04451-6
- zus. m. Frank G. Königs: Perspektiven des Grammatikunterrichts. Tübingen: Narr 1994 ISBN 3-8233-5069-2
- Teaching and learning English as a global language: native and non-native perspectives. Tübingen: Stauffenburg 1999 ISBN 3-86057-737-9
- zus. m. Frauke Intemann: The globalisation of English and the English language classroom. Tübingen: Narr 2005 ISBN 3-8233-6136-8
- zus. m. Frank G. Königs: Themenschwerpunkt: Sprachdidaktik – interkulturell. (Fremdsprachen Lehren und Lernen (FLuL) 35 (2006)) Tübingen: Narr 2006 ISBN 3-8233-5956-8